# Mihailo Ristić
Mihailo Ristić (in serbo Михаило Ристић?; Bijeljina, 30 ottobre 1995) è un calciatore serbo, nato in Bosnia ed Erzegovina, difensore o centrocampista del Celta Vigo.

## Caratteristiche tecniche
Terzino sinistro, può giocare sia come interno di centrocampo sia come esterno d'attacco sulla fascia sinistra.

## Carriera

### Club
Nel gennaio del 2019 passa a titolo definito ai francesi del Montpellier, con i quali esordisce in Ligue 1 il 27 gennaio contro il Caen, subentrando nei minuti finali a Florent Mollet. La sua prima partita da titolare, invece, si ha il 17 febbraio contro il Lilla, partita terminata a reti bianche. La sua prima rete nel campionato francese avviene il 3 aprile nella vittoria interna contro il Guingamp

### Nazionale
Ha giocato nelle nazionali giovanili serbe Under-19, Under-20 ed Under-21.
Nel 2016 ha esordito nella nazionale maggiore serba.

## Statistiche

### Presenze e reti nei club
Statistiche aggiornate al 18 marzo 2023.
| Stagione            | Squadra             | Campionato          | Campionato | Campionato | Coppe nazionali | Coppe nazionali | Coppe nazionali | Coppe continentali | Coppe continentali | Coppe continentali | Altre coppe | Altre coppe | Altre coppe | Totale | Totale |
| Stagione            | Squadra             | Comp                | Pres       | Reti       | Comp            | Pres            | Reti            | Comp               | Pres               | Reti               | Comp        | Pres        | Reti        | Pres   | Reti   |
| ------------------- | ------------------- | ------------------- | ---------- | ---------- | --------------- | --------------- | --------------- | ------------------ | ------------------ | ------------------ | ----------- | ----------- | ----------- | ------ | ------ |
| 2014-2015           | Stella Rossa        | SL                  | 22         | 2          |                 |                 |                 |                    |                    |                    |             |             |             | 22     | 2      |
| 2015-2016           | Stella Rossa        | SL                  | 29         | 2          |                 |                 |                 | UEL                | 1                  | 0                  |             |             |             | 30     | 2      |
| 2016-2017           | Stella Rossa        | SL                  | 26         | 4          | KS              | 3               | 0               | UCL+UEL            | 1+2                | 0+0                |             |             |             | 32     | 4      |
| Totale Stella Rossa | Totale Stella Rossa | Totale Stella Rossa | 77         | 8          |                 | 3               | 0               |                    | 4                  | 0                  |             |             |             | 84     | 8      |
| 2017-feb.'18        | Krasnodar           | PL                  | 4          | 0          | KR              | 1               | 0               | UEL                | 3                  | 0                  |             |             |             | 8      | 0      |
| feb. 2018           | Sparta Praga        | 1L                  | 2          | 0          |                 |                 |                 | -                  | -                  | -                  |             |             |             | 2      | 0      |
| lug. -gen. 2019     | Sparta Praga        | 1L                  | 1          | 0          |                 |                 |                 | UEL                | 1                  | 0                  |             |             |             | 2      | 0      |
| Totale Sparta Praga | Totale Sparta Praga | Totale Sparta Praga | 3          | 0          |                 | 0               | 0               |                    | 1                  | 0                  |             |             |             | 4      | 0      |
| gen. '19-2019       | Montpellier         | L1                  | 10         | 1          | CF+CdL          | -               | -               |                    |                    |                    |             |             |             | 10     | 1      |
| 2019-2020           | Montpellier         | L1                  | 18         | 0          | CF+CdL          | 1+2             | 0+0             |                    |                    |                    |             |             |             | 21     | 0      |
| 2020-2021           | Montpellier         | L1                  | 34         | 0          | CF              | 4               | 0               |                    |                    |                    |             |             |             | 38     | 0      |
| 2021-2022           | Montpellier         | L1                  | 29         | 1          | CF              | 2               | 1               |                    |                    |                    |             |             |             | 31     | 2      |
| Totale Montpellier  | Totale Montpellier  | Totale Montpellier  | 91         | 2          |                 | 9               | 1               |                    | 0                  | 0                  |             |             |             | 100    | 3      |
| 2022-2023           | Benfica             | PL                  | 6          | 1          | CP+CdL          | 1+2             | 0+0             | UCL                | -                  | -                  | -           | -           | -           | 9      | 1      |
| Totale carriera     | Totale carriera     | Totale carriera     | 181        | 11         |                 | 16              | 1               |                    | 8                  | 0                  |             | 0           | 0           | 205    | 12     |

### Statistiche presenze e reti in nazionale
| Cronologia completa delle presenze e delle reti in nazionale ― Serbia | Cronologia completa delle presenze e delle reti in nazionale ― Serbia | Cronologia completa delle presenze e delle reti in nazionale ― Serbia | Cronologia completa delle presenze e delle reti in nazionale ― Serbia | Cronologia completa delle presenze e delle reti in nazionale ― Serbia | Cronologia completa delle presenze e delle reti in nazionale ― Serbia | Cronologia completa delle presenze e delle reti in nazionale ― Serbia | Cronologia completa delle presenze e delle reti in nazionale ― Serbia |
| Data                                                                  | Città                                                                 | In casa                                                               | Risultato                                                             | Ospiti                                                                | Competizione                                                          | Reti                                                                  | Note                                                                  |
| --------------------------------------------------------------------- | --------------------------------------------------------------------- | --------------------------------------------------------------------- | --------------------------------------------------------------------- | --------------------------------------------------------------------- | --------------------------------------------------------------------- | --------------------------------------------------------------------- | --------------------------------------------------------------------- |
| 29-9-2016                                                             | Doha                                                                  | Qatar                                                                 | 3 – 0                                                                 | Serbia                                                                | Amichevole                                                            | -                                                                     | cap. 46’                                                              |
| 8-10-2020                                                             | Oslo                                                                  | Norvegia                                                              | 1 – 2 dts                                                             | Serbia                                                                | Qual. Euro 2020                                                       | -                                                                     | 60’                                                                   |
| 14-10-2020                                                            | Istanbul                                                              | Turchia                                                               | 2 – 2                                                                 | Serbia                                                                | UEFA Nations League 2020-2021 - 1º turno                              | -                                                                     | 46’                                                                   |
| 15-11-2020                                                            | Budapest                                                              | Ungheria                                                              | 1 – 1                                                                 | Serbia                                                                | UEFA Nations League 2020-2021 - 1º turno                              | -                                                                     | 62’                                                                   |
| 18-11-2020                                                            | Belgrado                                                              | Serbia                                                                | 5 – 0                                                                 | Russia                                                                | UEFA Nations League 2020-2021 - 1º turno                              | -                                                                     |                                                                       |
| 27-3-2021                                                             | Belgrado                                                              | Serbia                                                                | 2 – 2                                                                 | Portogallo                                                            | Qual. Mondiali 2022                                                   | -                                                                     | 71’                                                                   |
| 30-3-2021                                                             | Baku                                                                  | Azerbaigian                                                           | 1 – 2                                                                 | Serbia                                                                | Qual. Mondiali 2022                                                   | -                                                                     | 86’                                                                   |
| 24-3-2022                                                             | Budapest                                                              | Ungheria                                                              | 0 – 1                                                                 | Serbia                                                                | Amichevole                                                            | -                                                                     | 46’                                                                   |
| 5-6-2022                                                              | Belgrado                                                              | Serbia                                                                | 4 – 1                                                                 | Slovenia                                                              | UEFA Nations League 2022-2023 - 1º turno                              | -                                                                     | 46’                                                                   |
| Totale                                                                |                                                                       | Presenze                                                              | 9                                                                     |                                                                       | Reti                                                                  | 0                                                                     |                                                                       |

## Palmarès

### Club

#### Competizioni nazionali
- Campionato serbo: 1

Stella Rossa: 2015-2016
- Campionato portoghese: 1

Benfica: 2022-2023
- Supercoppa di Portogallo: 1

Benfica: 2023